# Лојал (Висконсин)
Лојал (енгл. Loyal) град је у америчкој савезној држави Висконсин.

## Демографија
По попису из 2010. године број становника је 1.261, што је 47 (-3,6%) становника мање него 2000. године.
| Група             | 2000.         | 2010.         |
| Белци             | 1.284 (98,2%) | 1.233 (97,8%) |
| Афроамериканци    | 6 (0,5%)      | 3 (0,2%)      |
| Азијати           | 1 (0,1%)      | 3 (0,2%)      |
| Хиспаноамериканци | 10 (0,8%)     | 13 (1,0%)     |
| Укупно            | 1.308         | 1.261         |